# Mothership Connection
Albums de Parliament
Chocolate City
(1975) The Clones of Dr. Funkenstein
(1976)
Mothership Connection est le troisième album de Parliament sorti chez Casablanca Records en décembre 1975.
Cet album a été classé dans les 200 meilleurs albums de tous les temps selon la discothèque parfaite de l'odyssée du rock, il est classé 276e parmi les 500 plus grands albums de tous les temps selon Rolling Stone, il est cité dans l'ouvrage de référence de Robert Dimery Les 1001 albums qu'il faut avoir écoutés dans sa vie et dans plusieurs autres listes encore.

## Liste des morceaux
1. P-Funk (Wants to Get Funked Up) (en) - (G. Clinton/W. Collins/Bernie Worrell) – 7:41
2. Mothership Connection (Star Child) (en) - (G. Clinton/W. Collins/B. Worrell) – 6:13
3. Unfunky UFO - (G. Clinton/W. Collins/Garry Shider) – 4:23
4. Supergroovalisticprosifunkstication - (G. Clinton/W. Collins/B. Worrell/G. Shider) – 5:03
5. Handcuffs - (G. Clinton/Glen Goins/McLaughlin) – 3:51
6. Give Up the Funk (Tear the Roof Off the Sucker) - (G. Clinton/W. Collins/B. Worrell) – 5:46
7. Night of the Thumpasorus Peoples - (G. Clinton/W. Collins/G. Shider) – 5:10

## Musiciens
Chant et chœurs : George Clinton, Calvin Simon, Fuzzy Haskins, Raymond Davis, Grady Thomas, Garry Shider, Glen Goins, Bootsy Collins, Gary Cooper, Debbie Edwards, Taka Kahn, Archie Ivy, Bryna Chimenti, Rasputin Boutte, Pam Vincent, Debra Wright et Sidney Barnes
Cuivres : Fred Wesley, Maceo Parker, Michael Brecker, Randy Brecker, Boom et Joe Farrell
Guitares : Garry Shider, Michael Hampton, Glen Goins et Bootsy Collins
Basse : Bootsy Collins et Cordell Mosson
Batterie et Percussion : Tiki Fullwood, Jerome "Bigfoot" Brailey, Bootsy Collins et Gary Cooper
Claviers : Bernie Worrell

## Vente et classement
Le disque a été classé, en 1976, à la quatrième place du classement R&B et à la 13e du classement pop du magazine Billboard.
Le single Tear The Roof Off The Sucker (Give Up The Funk) a atteint la 5e place du classement R&B et la 15e du classement pop. Les deux autres singles extraits de l'album (P-Funk (Wants to Get Funked Up) et Star Child (Mothership Connection)) ont atteint respectivement les 33e et 26e places du classement R&B.